# Leionucula strangei
Leionucula strangei är en musselart som först beskrevs av Arthur Adams 1856.  Leionucula strangei ingår i släktet Leionucula och familjen nötmusslor. Inga underarter finns listade i Catalogue of Life.